# Митин, Сергей Андреевич
Сергей Андреевич Митин (14 января 1927 — 2 февраля 1981) — советский хоккеист, футболист и хоккейный тренер. Мастер спорта СССР (1960), заслуженный тренер СССР (1969).

## Биография
Начал играть в хоккей с мячом в 1943 в Москве на стадионе Юных пионеров.
В 1946—1961 — в «Крыльях Советов» (М). Финалист Кубка СССР 1946 по хоккею с мячом.
На хоккей с шайбой переключился в 1947. Выступал за сборную Москвы и II сборную СССР. Отличался высокой скоростью, бесстрашием и настойчивостью. Один из лучших крайних нападающих советского хоккея в 50-е гг.
Во втором круге 50-го года провел несколько игр за футбольный клуб «Крылья Советов» (Куйбышев).
В 1961—1963 — старший тренер «Крылья Советов» (Москва), 1964—1969 — старший тренер «Автомобилиста» (Св). В 70-е годы директор ДЮСШ «Красный Октябрь» в Москве.
Скончался 2 февраля 1981 года. Похоронен на Митинском кладбище в Москве.

## Достижения
- Чемпион СССР 1957. Второй призёр чемпионата СССР 1955, 1956, 1958, третий призёр 1950, 1951, 1954, 1959, 1960. Провел около 220 матчей, забил 139 голов.
- Обладатель Кубка СССР 1951. Финалист Кубка 1952, 1954.